# Oliver Wolcott Jr.
Oliver Wolcott Jr. (11 tháng 1 năm 1760 - 1 tháng 6 năm 1833) là Bộ trưởng Ngân khố Hoa Kỳ và Thống đốc của bang Connecticut.
Oliver Wolcott Jr sinh ngày 11 tháng 1 năm 1760 tại Litchfield, bang Connecticut, Hoa Kỳ, ông là con trai của Oliver Wolcott Sr. và Laura Collins Wolcott. Ông tốt nghiệp từ Đại học Yale năm 1778, phục vụ trong quân đội Continental từ 1777 đến 1779. Sau đó ông theo học tại Trường Luật Litchfield.

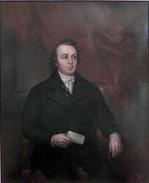
Oliver Wolcott Jr.

Ông là một nhân viên trong văn phòng của Ủy ban về các Bảng Pay 1781-1782 của Connecticut, và một ủy viên trong ủy ban rằng 1782-1784. Wolcott được bổ nhiệm vào năm 1784 là một trong những ủy viên làm trung gian tuyên bố giữa Hoa Kỳ và tiểu bang Connecticut. Sau khi phục vụ như kiểm soát tài tiểu bang Connecticut 1788-90, ông được đặt tên là kiểm toán viên của quỹ liên bang, và trở thành viên Ban kiểm soát của Kho bạc năm 1791. Ông được bổ nhiệm làm Bộ trưởng Tài chính George Washington vào năm 1795 để thành công Alexander Hamilton. Năm 1799, khi Bộ trưởng Tài chính, ông đã thiết kế lá cờ Hoa Kỳ Dịch vụ Hải quan. Mặc dù, với Timothy Pickering và James McHenry, ông là một trong ba trong số bốn thành viên trong nội các của Adams để cung cấp sự phản đối liên tục để những nỗ lực của Adams để giữ gìn quan hệ hòa bình với Pháp và sau đó để kết thúc gần như chiến tranh với Pháp, Adams đã không yêu cầu Wolcott của từ chức vào thời điểm đó ông đã tìm kiếm từ chức McHenry và bác bỏ Pickering. Wolcott tiếp tục trong văn phòng, nhưng từ chức vào ngày cuối cùng của năm 1800 do unpopularity phát triển của mình, và một chiến dịch đặc biệt cay độc chống lại ông trên báo chí, trong đó, trong số những thứ khác, ông bị vu cáo là đốt cháy tòa nhà Bộ Ngoại giao.
Ông được bổ nhiệm làm thành viên ban liên quan đến việc xây dựng tượng đài tại Groton Heights, kỷ chiến đấu có trên 06 tháng 9 năm 1781.
Wolcott là một trong những Tổng thống John Adams 'cái gọi là "thẩm phán nửa đêm", bổ nhiệm vào một ghế mới như một thẩm phán liên bang về các tòa án Hoa Kỳ cho các mạch Thứ hai, tạo ra bởi 2 Stat. 89, gần như vào đêm trước lễ nhậm chức của Jefferson năm 1801. Đề cử bởi Adams vào ngày 18 Tháng 2 năm 1801, Wolcott đã được khẳng định bởi Thượng viện Hoa Kỳ vào ngày 20 Tháng 2 năm 1801, và đã nhận được hoa hồng của mình trong cùng một ngày. dịch vụ Wolcott đã được chấm dứt vào ngày 01 tháng bảy 1802, do bãi bỏ các tòa án.
Từ 1803-1815, ông hoạt động trong doanh nghiệp tư nhân ở thành phố New York, sau đó nghỉ hưu để Litchfield và nông nghiệp. Wolcott mất đi một chiến dịch cho Thống đốc Connecticut năm 1816, hoạt động như một "dung nạp đảng Cộng hòa", chống lại Đảng Liên bang mà ông đã từng thuộc về. Ông chạy một lần nữa vào năm 1817 và chiến thắng, theo bước chân của cha và ông nội của ông là thống đốc, và phục vụ mười năm trong bài viết. Nhiệm kỳ của ông đã được ghi nhận cho sự tăng trưởng kinh tế và chính sách vừa phải rằng dự. Ngoài ra, ông chủ trì một hội nghị đã tạo ra một hiến pháp mới năm 1818 và giải tán Giáo hội Congregation. Tuy nhiên, ông đã bị đánh bại tái tranh cử như Thống đốc Connecticut vào năm 1827.
Vào cuối ngày 21 tháng 5 năm 1796, một trong những nô lệ của Martha Washington, ONEY Thẩm phán, thoát khỏi Mansion hành ở Philadelphia, nơi cô sống với Washingtons trong nhiệm kỳ tổng thống của mình, phục vụ như phục vụ phòng của Martha. Như Ngoại trưởng, Wolcott là trung gian của George Washington trong việc có được Collector của hải quan đối với Portsmouth, New Hampshire, Joseph Whipple, nắm bắt và gửi nô lệ chạy trốn của Martha Washington, ONEY Judge (đôi khi Ona), Mount Vernon, nơi cô đã bắt đầu phục vụ Washingtons. Whipple đã gặp ONEY, thảo luận tại sao cô đã trốn thoát và đã cố gắng để xác định sự thật của vụ án. Sau khi cô nói với anh là cô không muốn trở thành một nô lệ một lần nữa, Whipple đã từ chối loại bỏ bà Thẩm phán chống lại ý muốn của mình, nói rằng nó có thể gây ra tình trạng bất ổn dân sự do chủ nghĩa bãi nô, và đề nghị Chủ tịch nước đi qua các tòa án nếu cần thiết. Trong thư của họ, Washington nói rằng ông muốn tránh tranh cãi, vì vậy ông đã không sử dụng các tòa án để tận dụng lợi thế của phương pháp bản thân ông đã ký thành luật dưới Slave Đạo luật năm 1793.
Washington đã thực hiện một nỗ lực để bắt cô trong 1798. Thời gian này ông hỏi cháu trai của ông, Burwell Bassett Jr. để thuyết phục cô để trả lại hoặc đưa cô bằng vũ lực, nhưng ONEY đã được cảnh báo bởi Thượng nghị sĩ John Langdon và giấu. tham gia Wolcott với trường hợp này kết thúc với những nỗ lực đầu tiên để trở ONEY Thẩm phán chế độ nô lệ.
Oliver Wolcott Jr. mất vào ngày 1 tháng 6 năm 1833 ở tuổi 73 vì bệnh tật tại thành phố New York, tiểu bang New York, Hoa Kỳ. Wolcott được chôn cất tại Nghĩa trang Đông ở Litchfield. Wolcott là thành viên sống sót cuối cùng của nội các Washington. Các thị trấn của Wolcott, Connecticut được đặt tên để vinh danh Oliver Jr. và cha của ông Oliver.